# Gerardo di Borgo San Donnino
Gerardo di Borgo San Donnino (Fidenza, ... – Sicilia, 1276) è stato un religioso italiano dell'Ordine francescano.

## Biografia
Nato in data non conosciuta a Fidenza, allora Borgo San Donnino e adesso nella Provincia di Parma, le sue prime notizie ci arrivano attraverso la Cronica di Salimbene de Adam, che lo descrive come "giovane morigerato, onesto e mite".
Formatosi in Sicilia, dove entrò nell'ordine francescano, nel 1247 fu inviato dai suoi superiori a Parigi per completarvi gli studi, e lì, oltre a incontrare Salimbene, entrò in contatto con il Gioachimismo, ovvero con le idee millenariste di Gioacchino da Fiore. Dopo un certo periodo trascorso in Grecia e a Costantinopoli al fianco del maestro generale dell'Ordine, si stabilì definitivamente a Parigi, dove nel 1254 pubblicò la Concordia Novi et Veteris Testamenti di Giocchino da Fiore introducendola con un suo testo intitolato Introductorium in Evangelium Aeternum, in cui, enfatizzando gli aspetti profetici ed escatologici della questione, identificava nell'Ordine francescano quell'"Ordine dei Giusti" che avrebbe dovuto governare la Chiesa cattolica dopo l'avvento dell'Era dello Spirito Santo, che sarebbe seguita (secondo Gioacchino) a quella del Padre (Vecchio Testamento) e a quella del Figlio (Nuovo Testamento). Gioacchino aveva però parlato semplicemente di un ordo monachorum.
Il testo fu inviato dal vescovo di Parigi  a Roma, dove nel 1255 fu esaminato da una commissione di tre cardinali nominata da Papa Alessandro IV, preoccupato per la diffusione delle teorie gioachimite tra i francescani. In base al cosiddetto Protocollo di Anagni la commissione ne ordinò la distruzione, e Gerardo fu rispedito in Sicilia e inibito da qualsiasi attività pastorale.
Successivamente richiamato a Parigi, nel 1263 Gerardo fu arrestato, ritenuto colpevole di eresia, scomunicato e condannato al carcere a vita, rimanendo quindi in prigione fino alla morte, avvenuta nel 1276 in Sicilia, sempre rifiutandosi ostinatamente di ritrattare le proprie idee.

## Nella cultura di massa
Il personaggio è citato nel Capitolo V del romanzo Ritratto dell'artista da giovane (1916) di James Joyce (intitolato Dedalus nell'edizione citata qui sotto).
(Traduzione di Cesare Pavese, Frassinelli Adelphi e poi Oscar Mondadori.)
Il personaggio è citato nel Capitolo Primo Giorno, SESTA, nel romanzo Il nome della rosa (1980) di Umberto Eco.